# پس‌کرانه
پس‌کرانه (به انگلیسی: Backshore)، منطقه پشت کرانه (ساحل) از حد خطوط کف آب زیاد تا تپه‌های شنی یا حد داخلی شدید ساحل گسترش می‌یابد. تنها در طول جزر و مد استثنایی یا طوفان‌های شدید تحت تأثیر امواج قرار می‌گیرد.
رسوبات این منطقه به خوبی طبقه‌بندی شده و به خوبی گرد هستند. اندازه دانه آن عمدتاً ماسه درشت و ماسه متوسط است که بزرگ‌تر از تپه‌های دیواره ساحلی است. ساختارهای رسوبی شامل بستر موازی و بستر لایه‌بندی مورب با زاویه کم است.